# Królak błotny
Królak błotny, królik błotny (Sylvilagus palustris) – gatunek ssaka z rodziny zającowatych (Leporidae) żyjący w południowo-wschodnich Stanach Zjednoczonych.

## Zasięg występowania
Królak błotny występuje w południowo-wschodnich Stanach Zjednoczonych zamieszkując w zależności od podgatunku:
- S. palustris palustris – południowo-wschodnia Wirginia (Great Dismal) przez wschodnią Karolinę Północną do południowej Alabamy i północnej Florydy (południowo-wschodnie Stany Zjednoczone).
- S. palustris paludicola – Boca Chica Key, Saddlebunch Keys, Sugarloaf Key i Big Pine Key (Florida Keys) oraz na niektórych okolicznych, mniejszych wyspach (południowo-wschodnie Stany Zjednoczone).
- S. palustris hefneri – półwysep Floryda (południowo-wschodnie Stany Zjednoczone).

## Taksonomia
Gatunek po raz pierwszy naukowo opisał w 1837 roku amerykański przyrodnik John Bachman nadając mu nazwę Lepus palustris. Holotyp pochodził ze wschodniej części Karoliny Południowej, w Stanach Zjednoczonych. 
Analiza genetyczna wykazała, że S. palustris i S. aquaticus są taksonami siostrzanymi i dzielą wspólny kariotyp (2n = 38). Status taksonomiczny S. palustris wymaga oceny; dyskutowana jest klasyfikacja dwóch podgatunków (paludicola i palustris). Niedawna analiza genetyczna mtDNA i nDNA w celu zbadania zagrożonego podgatunku hefneri nie potwierdziła jego statusu taksonomicznego. Niemniej jednak wyniki przemawiają za uznaniem populacji zachodniej części Florida Keys za odrębny „segment populacji” na mocy amerykańskiej Endangered Species Act. Autorzy Illustrated Checklist of the Mammals of the World rozpoznają trzy podgatunki.

### Etymologia
- Sylvilagus: łac. silva „las”; gr. λαγός lagos „zając”[11].
- palustris: łac. paluster, palustris „bagnisty, bagienny”, od palus, paludis „bagno, mokradło”[12].
- paludicola: łąc. palus, paludis „bagno, mokradło”; -cola „mieszkaniec”, od colere „mieszkać”[12].
- hefneri: Hugh Marston Hefner (1926–2017), amerykański dziennikarz i wydawca, właściciel spółki Playboy Enterprises, Inc. Lazell otrzymał pomoc finansową od Playboy Enterprises[13].

## Morfologia
Długość ciała (bez ogona) 430–440 mm, długość ogona 33–39 mm, długość ucha 45–52 mm, długość tylnej stopy 89–94 mm; masa ciała 1–1,6 kg. Królak błotny jest średniej wielkości przedstawicielem swojej rodziny. Ma stosunkowo małe, owalne uszy, niewielkie łapy i ogon. Sierść jest rudobrązowa. Cechą charakterystyczną jest ciemny dół ogona. Nie występuje wyraźny dymorfizm płciowy.

## Ekologia

### Tryb życia
Występuje na terenach nizinnych, w pobliżu wody. Zwierzęta te są roślinożerne, żywią się głównie roślinnością wodną. W zimie uzupełniają swoją dietę korą drzew. Są bardzo dobrymi pływakami. Zazwyczaj są towarzyskie, samice w okresie rozmnażania stają się terytorialne. Prowadzą nocny tryb życia, dzień przesypiają w zrobionych przez siebie gniazdach zbudowanych z trawy, wyłożonych króliczym futrem.

### Rozmnażanie
Królaki błotne rozmnażają się 3–4 razy w roku. Ciąża trwa 27–35 dni, po czym na świat przychodzi 2–5 młodych. Króliczki są karmione mlekiem około dwóch tygodni, po czym stają się całkowicie samodzielne. Dojrzałość płciową osiągają po nieco ponad 200 dniach od narodzin. Dzikie króliki błotne żyją zazwyczaj 4 lata, w niewoli mogą dożyć nieco ponad 7 lat.

## Zagrożenia
Królaki błotne stanowią składnik diety wielu drapieżników. Polują na nie węże (takie jak grzechotnik diamentowy i mokasyn błotny), sowy (puchacz wirginijski) i inne ptaki drapieżne (błotniak zbożowy), a także ryś rudy i wilk rudy. Człowiek nie przyczynił się znacząco do zmniejszenia populacji tych zwierząt. Jedynie jeden z podgatunków (S. p. hefnerii) jest obecnie zagrożony wyginięciem i prowadzone są działania mające na celu zwiększenie jego populacji.